# Halme caerulescens
Halme caerulescens là một loài bọ cánh cứng trong họ Cerambycidae.